# Dirphia avialtoparanensis
Dirphia avialtoparanensis is een vlinder uit de onderfamilie Hemileucinae van de familie nachtpauwogen (Saturniidae).
De wetenschappelijke naam van de soort is voor het eerst geldig gepubliceerd door Ronald Brechlin & Frank Meister in 2011.

## Type
- holotype: "male, 9-14.V.2005. leg. Ulf Drechsel. Barcode: BC-FMP-1723"
- instituut: MWM, München, later ondergebracht in de ZSM, München, Duitsland
- typelocatie: "Paraguay, Dept. Alto Paraná, Limoy, 24.45°S, 54.27°W"